# نهر أونوك

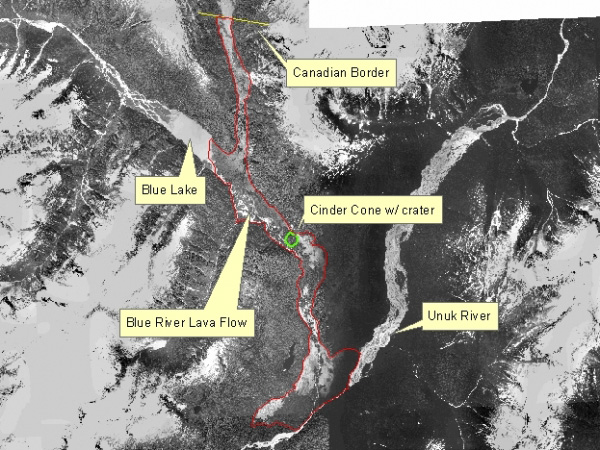
منظر جوي للخصائص البركانية للوسط البركاني لنهري اسكوت وأونك، ويظهر فيها نهر أونك.

نهر أونك هو نهر في ولاية ألاسكا الأمريكية ومقاطعة كولومبيا البريطانية. يتدفق من جبال الساحل جنوب غرب قناة بهيم شمال شرق كيتشيكان، ألاسكا.
من منابعه في منطقة شديدة الجليد في كولومبيا البريطانية، جنوب نهر إسكوت السفلي، يتدفق النهر غربًا وجنوبًا 129 كيلومتر (80 ميل)، عابراً إلى ألاسكا وصاباً في خليج بوروز، مدخل قناة بيهم. في ألاسكا يتدفق النهر عبر تذكار المناطق الضبابية الوطنية.

## وصلات خارجية
- "Unuk River". الأسماء الجغرافية في كولومبيا البريطانية.